# رودخانه آباری
رودخانه آباری (به لاتین: Abary River) یک رود در گویان است.